# Mordellistena downesi
Mordellistena downesi är en skalbaggsart som beskrevs av Hatch 1965. Mordellistena downesi ingår i släktet Mordellistena och familjen tornbaggar. Inga underarter finns listade i Catalogue of Life.